# Black Roses
Black Roses е седмият студиен албум на финландската рок група The Rasmus, който излиза на 29 септември 2008. За Германия албума излиза на 26 септември, а за скандинавските страни – два дни по-рано.

## Допълнителна информация
Албумът е съставен от песни, които са били разработвани както в периода на турнета за Hide from the Sun, така и в периода на „застой“, който групата има малко след излизането на последния студиен албум. Песента Ten Black Roses е идея, която е съществувала много преди излизането дори и на Dead Letters. Песните са записвани в САЩ, Финландия, Гърция. Целият албум е продуциран от Desmond Child. Бандата започва записването на албума в Dynasty Studios, Хелзинки, Финландия на 17 септември 2007 за месец и в края на годината отива в Нашвил, щата Тенеси, за да продължат. Албумът е миксиран от Michael Wagener, с изключение на Livin' in a World Without You, която е миксирана от Niclas Flyckt. По начало албумът трябва да излезе през март, но тъй като групата е искала да запише още няколко нови песни (включително и Livin' in a World Without You, идеята за която идва през май месец). Музиката може да се опише като малко по-лека в сравнение със старите им албуми и се приближава повече до четвъртия – Into.

## Сингли
Първия сингъл от албума е Livin' in a World Without You и излиза на 10 септември, а за радио станциите – през юли. Музикалния клип към Livin' in a World Without You е заснет на 3 юли в Стокхолм и излиза през август. Песента е изпълнена за първи път на живо на 5 юли в NRJ in the Park в Берлин заедно с още една нова песен – Ten Black Roses.
Втория сингъл е Justify и излиза на 2 февруари 2009. Идеята за видеото е дело на басиста Паули Рантасалми.

## Турне към албума
За първи път групата изпълнява песен от новия албум Black Roses на концерт в Берлин на 5 юли.
Групата започва да промотира албума с акустични концерти в Германия за Radio SAW и RS2 през 26 – 27 август. Свтовното турне на Black Roses започва през януари 2009 в Европа.

## Песни
1. Livin' in a World Without You (3:50)
2. Ten Black Roses(3:54)
3. Ghost of Love (3:17)
4. Justify (4:26)
5. Your Forgiveness (3:55)
6. Run to You (4:11)
7. You Got It Wrong (3:15)
8. Lost and Lonely (4:46)
9. The Fight (3:45)
10. Dangerous Kind (3:46)
11. Live Forever (3:20)
12. Yesterday You Threw Away Tomorrow (допълнителна бонус песен) (3:05)
13. Livin' in a World Without You (акустична версия) (допълнителна бонус песен) (3:43)